# Tagliatelle di castagne
Le tagliatelle di castagne, dette anche taiette, sono una pasta a base di farina di castagne tipica dell'entroterra ligure e della Lunigiana.
Il piatto viene spesso abbinato ad altri prodotti tipici dell'autunno come ad esempio il tartufo, i funghi e il ragù di carne. Nonostante appartengano ad una tradizione gastronomica umile, le tagliatelle di castagne sono presenti oggi in molti ambiti culinari .

## Storia
Fino alla Seconda guerra mondiale la vita di molti abitanti delle regioni del Centro Italia dipendeva dalla raccolta delle castagne e dai vari prodotti che si potevano ottenere da esse, tra cui le tagliatelle. Questo piatto grazie alle sue proprietà nutritive e alla semplicità degli ingredienti divenne un metodo di sostentamento molto utilizzato e apprezzato.

## Preparazione
Unire farina di castagne, farina di tipo 0, uova, acqua, sale e impastare. Coprire l'impasto con un canovaccio e farlo riposare all'incirca per 30 minuti. Stendere l'impasto in una sfoglia di 2-3 mm e procedere con il ritaglio della pasta. Portare ad ebollizione l'acqua in una pentola e aggiungere le tagliatelle. Far cuocere per circa dieci minuti e scolare.

## Varianti
La variante con la farina di mais o con la farina di riso al posto della farina di frumento non contiene glutine ed è quindi adatta all'alimentazione delle persone celiache. Nella ricetta originale della Lunigiana non vengono utilizzate uova, anche se attualmente molte persone le incorporano all'impasto.